# Adolf Köhnken
Adolf Köhnken, né le 28 janvier 1938 à Buxtehude et décédé le 5 août 2017, est un philologue et helléniste allemand.

## Carrière
Après ses études, Adolf Könken présente sa thèse Apollonius Rhodius und Theokrit: Die Hylas- und die Amykosgeschichten beider Dichter und die Frage der Priorität grâce à laquelle il est promu doctor philosophiæ de l'université de Hambourg. En 1970, il reçoit son habilitation à l'université de Bonn avec sa thèse portant sur La Fonction du mythe chez Pindare (Die Funktion des Mythos bei Pindar), à la suite de quoi il est nommé professeur hors-cadre de 1971 à 1980, puis professeur ordinaire de 1980 à 1992 de philologie classique à l'université de Bonn. Il est professeur pendant le semestre d'hiver 1992-1993 à l'université de Münster, où il demeure finalement jusqu'à sa retraite en 2002 (professeur émérite). Le professeur Köhnken est coéditeur de la revue Hermes depuis l'an 2000, ainsi que de la revue Texte und Kommentare à propos de textes d'auteurs grecs et latins.
Son domaine de prédilection est l'étude de la poésie grecque, surtout la poésie lyrique, l'Epos, la poésie hellénistique et l'historiographie gréco-romaine. Il s'intéresse également aux techniques du discours, à la critique littéraire antique, et au théâtre grec.

## Œuvre
- Liste des publications d'Adolf Köhnke (Deutsche National Bibliothek)

- Wortlaut, Wortstellung und Textzusammenhang: Pindar, O. 1 und P. 12, in: Collectanea Philologica II in honorem Annae Mariae Komornicka, Lodz 1995, 149-158.
- "Meilichos orga": Liebesthematik und aktueller Sieg in der neunten pythischen Ode Pindars, in: Pindare, Huit exposés suivis de discussions, entretiens préparés et présidés par André Hurst, Vandœuvres - Genève, 21-26 août 1984, Entretiens sur l'Antiquité Classique, volume 30, 1985, 71-116.
- Mythical Chronology and Thematic Coherence in Pindar's Third Olympian Ode, HSPh 87, 1983, 49-63.
- Time and Event in Pindar O.1.25-53, ClAnt 2 (1983) 66-76.
- Two Notes on Pindar, BICS 25, 1978, 92-96.
- Perseus' Kampf und Athenes Erfindung (Bemerkungen zu Pindar, Pythien 12), Hermes 104, 1976, 257-265.
- Gebrauch und Funktion der Litotes bei Pindar, Glotta 54, 1976, 62-67.
- Hemerasien- oder Pythiensieg? (zu Bakchylides, ep. 11), WJb 2 (1976) 49-51.
- Gods and Descendants of Aiakos in Pindar's eighth Isthmian Ode, BICS 22, 1975, 25- 36.
- Pindar als Innovator: Poseidon Hippios and the Relevance of the Pelops Story in Olympian 1, CQ 24, 1974, 199-206.
- Die Funktion des Mythos bei Pindar: Interpretationen zu 6 Pindargedichten, Berlin 1971, (UALG 12).
- Hieron und Deinomenes in Pindars erstem pythischen Gedicht, Hermes 98, 1970, 1-13.

Epos gréco-romain:
- Leitfiguren in den "Argonautika des Orpheus", in: Formen und Funktionen von Leitbildern, hrsg. von J. Hahn, M. Vielberg (Altertumswiss. Koll. Bd. 17), 2007, 273-284.
- Der Argonaut Euphemos, in: Beginning from Apollo. Studies in Apollonius Rhodius and the  Argonautic Tradition. Ed. by Annette Harder, Martijn Cuypers. (Caeculus. Papers in      Mediterranean Archaeology and Greek & Roman Studies.6.). Leuven/Paris, 70-75.
- Perspektivisches Erzählen im homerischen Epos, Hermes 131 (2003) 385-396.
- Herakles und Orpheus als mythische Referenzfiguren ('Identifikations'- bzw. 'Integrationsfigur') im hellenistischen Epos, in: Literarische Konstituierung von Identifikationsfiguren in der Antike, hrsg. von Barbara Aland, Johannes Hahn und Christian Ronning, Tübingen 2003, 19-27.
- Der Status Jasons: Besonderheiten der Darstellungstechnik in den Argonautika des Apollonios, in: Harder, M.A., Regtuit, R.F., Wakker, G.C. (Hrsgg.): Apollonius Rhodius, Groningen 2000, (Hellenistica Groningana Vol. 4). 55-68.
- Der Endspurt des Odysseus. Wettkampfdarstellungen bei Homer und Vergil. Hermes 109 (1981) 129-148.
- Die Rolle des Phoinix und die Duale im I der Ilias. Glotta 53 (1975) 25-36.
- Noch einmal Phoinix und die Duale. Glotta 56 (1978) 8-14.

Poésie hellénistique:
- Epicinian Epigram, in: Brill's Companion to Hellenistic Epigram. Down to Philip. Ed. by Peter Bing and Jon Steffen Bruss. (Brill's Companions in Classical Studies). Leiden/Boston 2007. 295-312.
- Apollonios Rhodios, in: Lexikon des Hellenismus. Hrsg. von Hatto H. Schmitt und Ernst Vogt. Wiesbaden 2005. 85-89.
- Kallimachos, in: Lexikon des Hellenismus. Hrsg. von Hatto H. Schmitt und Ernst Vogt. Wiesbaden 2005. 506-510.
- Artemis im Artemishymnos des Kallimachos, in: Harder, M.A., Regtuit, R.F., Wakker, G.C. (Hrsgg.): Callimachus II, 2004 (Hellenistica Groningana Vol. 6), 161-172.
- Apoll-Aitien bei Kallimachos und Apollonios, in: Des géants à Dionysos. Mélanges de mythologie et de poésie grecques offerts à Francis Vian. Édités par Domenico Accorinti et Pierre Chuvin. Alessandria 2003 (Hellenica. Testi e strumenti di letteratura greca antica, medievale e umanistica. Collana diretta da Enrico V. Maltese.10.) 207-214.
- Forschungsbericht "Theokrit" 1950-1994 (1996), Teil I. in: Lustrum 37, 1995 (erschienen 1998), 203-307 (unter Mitarbeit von R. Kirstein). Teil II: Lustrum 41, 1999 (erschienen 2001) 9-73 (unter Mitarbeit von Anja Bettenworth und Robert Kirstein).
- Hellenistic Chronology: Theocritus, Callimachus, and Apollonius Rhodius, in: Th. Papanghelis, A. Rengakos (Hrsgg.): A Companion to Apollonius Rhodius. Leiden u.a. 2001. 73-92.
- Paradoxien in Theokrits Hylasgedicht, Hermes 124, 1996, 442-462.
- Theokrits Polyphemgedichte, in: Harder, M.A., Regtuit, R.F., Wakker, G.C. (Hrsgg.): Theocritus, Groningen 1996 (Hellenistica Groningana Vol. 2). 171-184.
- "Sola ... tua carmina" (Vergil, Ecl. 8, 9f.) WJA, N. S. 10, 1984, 77-90.
- Pelogonon elater: Kallimachos, Zeushymnos V. 3, Hermes 112, 1984, 438-445.
- Apollo's Retort to Envy's Criticism (Two Questions of Relevance in Callimachus, Hymn. 2, 105ff.), AJPh 102, 1981, 411-422.
- Komatas' Sieg über Lakon (Theokrit id. 5), Hermes 108, 1980, 122-125.
- Schlußpointe und Selbstdistanz bei Kallimachos, Hermes 101, 1973, 425-441.
- Der Schrei des Hylas, RhM 113, 1970, 69-79.
- Apollonius Rhodius und Theokrit: Die Hylas- und die Amykosgeschichten beider Dichter und die Frage der Priorität, Göttingen 1965, (Hypomnemata 12).

Historiographie gréco-romaine:
- Aktuelle Aspekte der Geschichtsschreibung des Thukydides, in: Darstellungsziele und Erzähltechniken. Kleine Texte, herausgegeben von Anja Bettenworth, Berlin 2006. 490-505.
- Der listige Oibares (Dareios' Aufstieg zum Großkönig). RhM 133 (1990) 115-137.
- Antike und moderne Thukydideskritik, in: Offenheit und Interesse. FS G. Wirth. Hrsg. von R. Kinsky. Amsterdam 1993. 5-30.
- Der dritte Traum des Xerxes bei Herodot. Hermes 116 (1988) 24-40.
- Herodots falscher Smerdis. WJb 6a (FS H. Erbse) 1980. 39-50.
- Das Problem der Ironie bei Tacitus. MH 30 (1973) 32-50.

Technique du discours: 
- Narrative Peculiarities in Pindar's Fourth Pythian Ode, Scripta Classica Israelica 12, 1993, 26-35.
- Lyrisches Erzählen: Der Stilbegriff in den Altertumswissenschaften, Universtiät Rostock: Institut für Altertumswissenschaften, 1993, 55-60.
- Gattungstypik in Kallimacheischen Weiheepigrammen, in: Religio Graeco-Romana, Festschrift für Walter Pötscher, hrsg. von J. Dalfen, G. Petersmann, F. F. Schwarz, Grazer Beiträge Suppl. 5, 1993, 119-130.
- Die Narbe des Odysseus: Ein Beitrag zur homerisch-epischen Erzähltechnik. A & A 22 (1976) 101-114 (Ndr. mit einem Nachtrag in: J. Latacz (Hrsg.): Homer. Die Dichtung und ihre Deutung. Darmstadt 1991 (=WdF 136).

Critique littéraire antique:
- A new look at the Greek, Syriac, and Arabic versions of Aristotles Poetics, in: Grammar as a window onto Arabic Humanism. A collection in honour of Michael Carter, ed. by Lutz Edzard and Janet Watson, Wiesbaden 2006, 222-264.
- Licht und Schatten bei Ps-Longin, in: Alvarium. FS Chr. Gnilka. Hrsg. von W. Blümer, R. Henke und M. Mülke. Münster 2002. 211-218.
- Terminologische Probleme in der 'Poetik' des Aristoteles. Hermes 118 (1990) 129-149.

Théâtre: 
- Der Wolken-Chor des Aristophanes. Hermes 108. 1980. 154-169.
- Götterrahmen und menschliches Handeln in Euripides' Hippolytos. Hermes 100 (1972) 179-190.

Recensions: 
- Rec. J. T. Hamilton: Obscurity and obscurantism: how to read Pindar. IJCT 2004-2005, 11 (4): 602-606.
- Rec. M. Fantuzzi: Ricerche su Apollonio Rodio: Diacronie della dizione epica (1988), AAHG 46, 1993, 11-13.
- Rec. W.H. Race/Ch. Segal, Pindar's Mythmaking, JHS 108 (1988) 223f.
- Rec. A.W. Bulloch (Hrsg.): Callimachus : The Fifth Hymn (1985), AAWW 40, 1987, 219-222.
- Rec. D.E. Gerber, Pindar's Olympian One: A Commentary. Phoinix 37 (1983) 351-354.
- Rec. C. Meillier, Callimaque et son temps, Anz. f. d. Altertumswiss. 36, 1982, 20-24.
- Rec. M. Lefkowitz, The Victory Ode. AJPh 100 (1979) 307-311.
- Rec. R. Hamilton, Epinikion. Gnomon 50 (1978) 124-128.
- Rec. Th. M. Andersson: Early Epic Scenery, Arcadia 13, 1978, 309-313.
- Rec. D.E. Gerber: Emendations in Pindar. Phoinix 31 (1977) 265-268.
- Rec. G. Paduano: Studi su Apollonio Rodio (1972), Gnomon 48, 1976, 444-447.
- Rec. E. Thummer, Pindar: Die isthmischen Gedichte, Anzeiger f.d. Altertumswissenschaft 26 (1973) [1975], 176-179.
- Rec. Th. G. Rosenmeyer, The Green Cabinet, Arcadia 9 (1974) 182f.
- Rec. P. Thierstein: Bau der Szenen in den Argonautika des Apollonius Rhodios (1971), Gnomon 46, 1974,08-411.
- Rec. W. Speyer, Die literarische Fälschung im Altertum. Arcadia 8 (1973) 316-319.
- Rec. Th. G. Rosenmeyer: The Green Cabinet: Theocritus and the European Pastoral Lyric (1969), Gnomon 44, 1972, 750-757.
- Rec. G. Lawall: Theocritus' Coan Pastorals: A Poetry Book (1967), Gnomon 39, 1968, 766-768.